# Попиця
Попи́ця (болг. Попица) — село у Врачанській області Болгарії. Входить до складу общини Бяла Слатина.

## Населення
За даними перепису населення 2011 року у селі проживали 1869 осіб.
Національний склад населення села:
| Національність   | Кількість осіб | Відсоток |
| ---------------- | -------------- | -------- |
| болгари          | 1195           | 83,9%    |
| цигани           | 134            | 9,4%     |
| турки            | 76             | 5,3%     |
| Всього відповіли | 1425           |          |

Розподіл населення за віком у 2011 році:
Динаміка населення: